# Casa de la Panadería

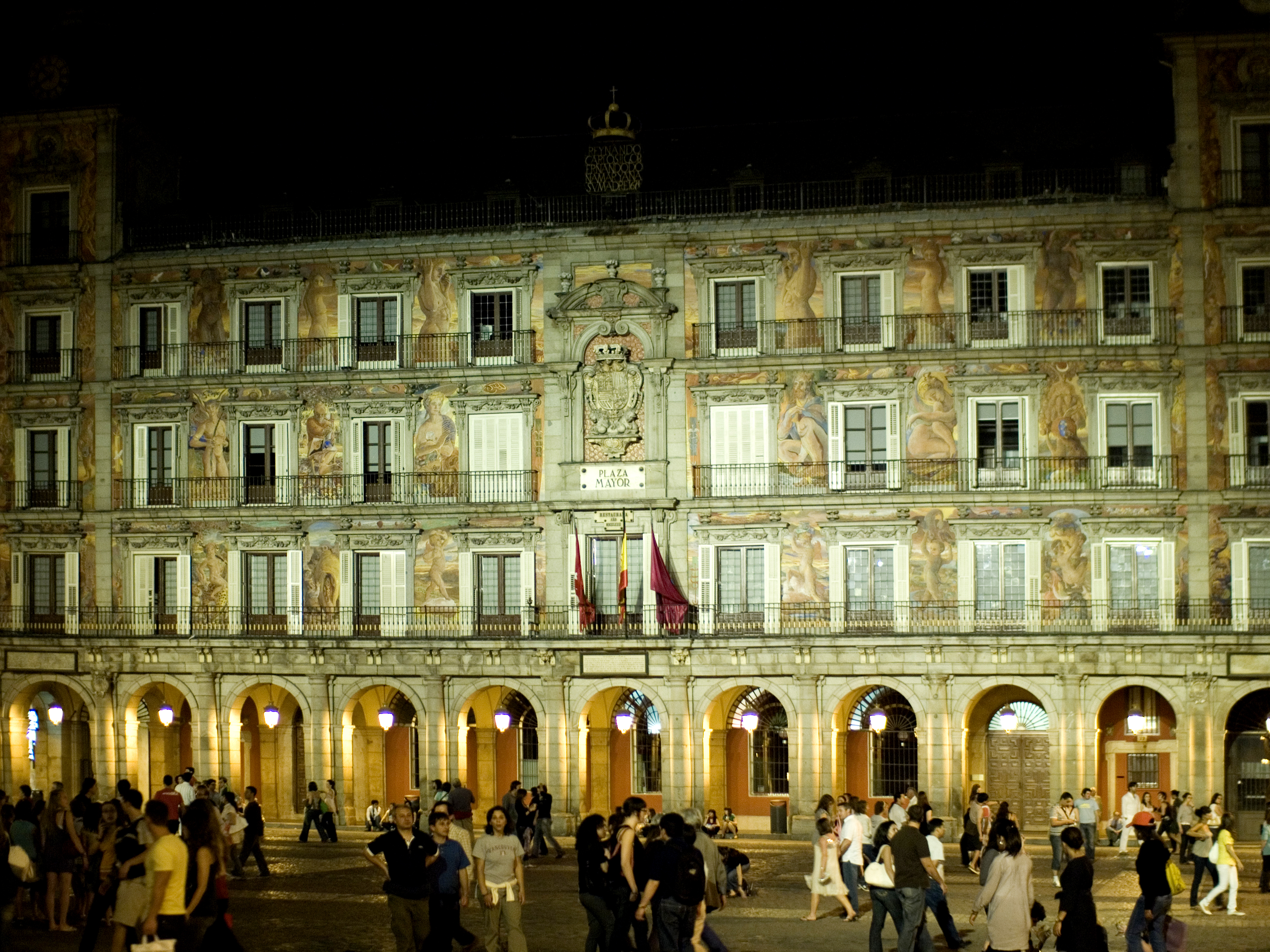
Fachada de la Casa de la Panadería.

La Casa de la Panadería es un edificio de cuatro alturas, con la planta baja porticada, estando rematado el último piso en forma de ático, y los laterales coronados por torres angulares. Está situada en el centro del lado norte de la Plaza Mayor de Madrid. 

## Historia
La Casa de la Panadería fue levantada durante la construcción de la Plaza Mayor, siendo Juan Gómez de Mora el encargado de su construcción, que terminó en 1619. Tras el segundo incendio de la plaza en 1672, el edificio fue reconstruido en diecisiete meses por un equipo liderado por Tomás Román, encargándose los pintores Claudio Coello y José Jiménez Donoso de la decoración interior, mientras que de los frescos de la fachada se encargaría en 1796 Antonio González Velázquez. Tras el tercer incendio de la plaza en 1790, del que se libró la Casa de la Panadería, sirvió de referencia a Juan de Villanueva para la reconstrucción del caserío de la plaza.
Ha sufrido distintas remodelaciones desde entonces, entre las que destaca la llevada a cabo por Joaquín María de la Vega en 1880.
En 1988, el Ayuntamiento de Madrid convocó un concurso público restringido para acometer la decoración de la fachada, debido al gran deterioro de las pinturas que había realizado el pintor y ceramista Enrique Guijo en 1914. A ese concurso fueron invitados los artistas Guillermo Pérez Villalta, Sigfrido Martín Begué y Carlos Franco, resultando ganador este último, con un proyecto basado en personajes mitológicos como Cibeles, Proserpina, Baco o Cupido, y otras inventadas por el artista, relacionadas con la historia de Madrid y de la Plaza Mayor. Los trabajos para pintar los frescos de Carlos Franco se llevaron a cabo en 1992.

## Usos
En un principio, sus bajos albergaban la tahona principal de la Villa, estando desde 1732 los despachos del Peso Real y del Fiel Contraste. Entre 1745 y 1774 tuvo allí su sede la Real Academia de Bellas Artes de San Fernando, y de 1774 a 1871 la Real Academia de la Historia. A finales del siglo XIX se hace cargo de la Casa de la Panadería el Ayuntamiento de Madrid, convirtiéndola en la segunda Casa Consistorial de la Villa. Más tarde pasó a ser la sede de la Biblioteca Municipal y del Archivo Municipal (Archivo de Villa).
Posteriormente, seguirá albergando algunas dependencias municipales, además de instituciones como el Centro Cultural Mesonero Romanos. Actualmente sus dependencias están ocupadas por la Dirección de Turismo de la empresa municipal Madrid Destino, encontrándose en su planta inferior (intercolumnio) el Centro de Turismo de Madrid.

## Características

### Placas conmemorativas

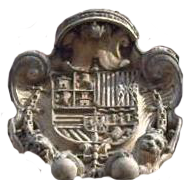
Escudo de la España de Carlos II en la fachada de la Casa de la Panadería.

| | |
| Reinando Felipe III y por su mandado se deshizo y derribó la plaza antigua de esta villa y se labró de nuevo en tiempo de dos años, siendo Presidente de Castilla Don Fernando de Acebedo Arzobispo de Burgos y superintendente de Castilla el licenciado Pedro de Tapia del Supremo Consejo de Castilla y de la general Inquisición y Corregidor Don Francisco de Villacís caballero de la Orden de Santiago y Regidores Comisarios Juan Fernández y Don Gabriel de Ocaña de Alarcón caballero de la Orden de Santiago, Juan de Piñedo, Francisco Enríquez de Villacorta y Don Fernando Vallejo Gentil Hombre de la casa de Su Majestad u se acabó en el año 1619. | Reinando Don Carlos II y gobernando la Reina Doña Mariana de Austria su madre y tutora, habiéndose quemado esta Real Casa de la Panadería el día dos de agosto de 1672, se reedificó desde los cimientos mejorada en fábrica y traza siendo Presidente de Castilla Pedro Nuñez de Guzmán Conde de Villaumbrosa y Castronuevo y superintendente de la obra Don Lorenzo Santos de San Pedro del Consejo Real de Castilla, caballero de la Orden de Santiago, y Corregidor de esta villa Don Baltasar de Rivadeneira y Cuñiga Marques de la Vega del Consejo de hacienda y caballero de la misma orden y Regidores Comisarios Don Gerónimo Dalmao y Casanaey y Rafael San Guineto Don Tomás de Álava y Arigón y Don Andrés Martínez Navarite caballeros del mismo Orden y Caballería de Santiago. Acabose en diecisiete meses. Año de 1674. |

### Escudo de Carlos II
En la parte superior centrada de la Casa de la Panadería se encuentra el escudo de armas del rey Carlos II, compuesto por las armas de Castilla y de León, en el primer cuadrante; las armas de Aragón y Sicilia, en el segundo; las armas de Austria y de la primera casa de los duques de Borgoña en el tercero; las de la  segunda casa de Borgoña (Valois) y Brabante, en el cuarto, las de Flandes y las de Tirol en el escusón de abajo y el símbolo de Granada en el entado del escudo.